# Mattias Öhlund
Kenneth Mattias Öhlund (* 9. září 1976 Piteå) je bývalý švédský profesionální hokejista, který v severoamerické NHL odehrál přes 900 zápasů, většinu za tým Vancouver Canucks.

## Hráčská kariéra
Svou profesionální kariéru zahájil v roce 1994 v týmu švédské ligy Luleå HF, kde hrál také v době výluky NHL v sezóně 2004–05. V roce 1994 byl draftován jako číslo 13 týmem Canucks, kam přestoupil v roce 1997. Ve Vancouveru se velmi rychle prosadil aktivní hrou, kterou vyjadřoval častou střelbou a přesnými přihrávkami spoluhráčům na gól. V první zámořské sezóně nasbíral mezi nováčky v obraně nejvíce bodů i asistencí, v hlasování o Calderovu trofej skončil na druhém místě a byl zařazen do první pětky nováčků v celé soutěži. Po sezóně 2008/2009 přešel jako volný hráč k týmu Tampa Bay Lightning, kde kvůli přetrvávajícím problémům s koleny odehrál v ročníku 2010/11 své poslední utkání.
Se Švédskou reprezentací získal zlatou olympijskou medaili v roce 2006 v Turíně, kromě toho je také držitelem jedné zlaté, jedné stříbrné a jedné bronzové medaile z mistrovství světa. Na mistrovství světa hraném v roce 1998 ve Švýcarsku patřil Öhlund k nejvytíženějším švédským obráncům a přispěl svým dílem k výhře v turnaji, v jehož finále padl jediný gól.

## Ocenění a úspěchy
- 1994 MEJ - All-Star Tým
- 1994 MEJ - Nejlepší obránce
- 1996 MSJ - All-Star Tým
- 1996 MSJ - Nejlepší obránce
- 1998 NHL - All-Rookie Tým
- 2000 NHL - All-Star Game

## Prvenství
- Debut v NHL - 3. října 1997 (Vancouver Canucks proti Mighty Ducks of Anaheim)
- První gól v NHL - 9. října 1997 (Vancouver Canucks proti Toronto Maple Leafs, kanadskému brankáři Félix Potvin)
- První asistence v NHL - 9. října 1997 (Vancouver Canucks proti Toronto Maple Leafs)

## Klubové statistiky
| Sezóna       | Klub                | Soutěž       |     | Základní část | Základní část | Základní část | Základní část | Základní část |    | Play off | Play off | Play off | Play off | Play off |
| Sezóna       | Klub                | Soutěž       | Z   | G             | A             | B             | TM            | Z             | G  | A        | B        | TM       |          |          |
| 1992–93      | Piteå HC            | Hoc.All.     | 22  | 0             | 6             | 6             | 16            | —             | —  | —        | —        | —        |          |          |
| 1993–94      | Piteå HC            | Hoc.All.     | 28  | 7             | 10            | 17            | 66            | —             | —  | —        | —        | —        |          |          |
| 1994–95      | Luleå HF            | SEL          | 34  | 6             | 10            | 16            | 34            | 9             | 4  | 0        | 4        | 16       |          |          |
| 1995–96      | Luleå HF            | SEL          | 38  | 4             | 10            | 14            | 26            | 13            | 1  | 0        | 1        | 47       |          |          |
| 1996–97      | Luleå HF            | SEL          | 47  | 7             | 9             | 16            | 38            | 10            | 1  | 2        | 3        | 8        |          |          |
| 1997–98      | Vancouver Canucks   | NHL          | 77  | 7             | 23            | 30            | 76            | —             | —  | —        | —        | —        |          |          |
| 1998–99      | Vancouver Canucks   | NHL          | 74  | 9             | 26            | 35            | 83            | —             | —  | —        | —        | —        |          |          |
| 1999–00      | Vancouver Canucks   | NHL          | 42  | 4             | 16            | 20            | 24            | —             | —  | —        | —        | —        |          |          |
| 2000–01      | Vancouver Canucks   | NHL          | 65  | 8             | 20            | 28            | 46            | 4             | 1  | 3        | 4        | 6        |          |          |
| 2001–02      | Vancouver Canucks   | NHL          | 81  | 10            | 26            | 36            | 56            | 6             | 1  | 1        | 2        | 6        |          |          |
| 2002–03      | Vancouver Canucks   | NHL          | 59  | 2             | 27            | 29            | 42            | 13            | 3  | 4        | 7        | 12       |          |          |
| 2003–04      | Vancouver Canucks   | NHL          | 82  | 14            | 20            | 34            | 73            | 7             | 1  | 4        | 5        | 13       |          |          |
| 2004–05      | Luleå HF            | SEL          | 2   | 1             | 0             | 1             | 4             | —             | —  | —        | —        | —        |          |          |
| 2005–06      | Vancouver Canucks   | NHL          | 78  | 13            | 20            | 33            | 92            | —             | —  | —        | —        | —        |          |          |
| 2006–07      | Vancouver Canucks   | NHL          | 77  | 11            | 20            | 31            | 80            | 12            | 2  | 5        | 7        | 12       |          |          |
| 2007–08      | Vancouver Canucks   | NHL          | 53  | 9             | 15            | 24            | 79            | —             | —  | —        | —        | —        |          |          |
| 2008–09      | Vancouver Canucks   | NHL          | 82  | 6             | 19            | 25            | 105           | 10            | 1  | 2        | 3        | 6        |          |          |
| 2009–10      | Tampa Bay Lightning | NHL          | 67  | 0             | 13            | 13            | 59            | —             | —  | —        | —        | —        |          |          |
| 2010–11      | Tampa Bay Lightning | NHL          | 72  | 0             | 5             | 5             | 70            | 18            | 1  | 2        | 3        | 8        |          |          |
| Celkem v NHL | Celkem v NHL        | Celkem v NHL | 909 | 93            | 250           | 343           | 885           | 70            | 10 | 21       | 31       | 63       |          |          |

## Reprezentace
| Rok                       | Tým                       | Soutěž                    | Z  | G | A  | B  | TM |
| ------------------------- | ------------------------- | ------------------------- | -- | - | -- | -- | -- |
| 1994                      | Švédsko 20                | MSJ                       | 7  | 0 | 2  | 2  | 2  |
| 1995                      | Švédsko 20                | MSJ                       | 7  | 1 | 0  | 1  | 4  |
| 1996                      | Švédsko 20                | MSJ                       | 7  | 0 | 5  | 5  | 32 |
| 1997                      | Švédsko                   | MS                        | 11 | 2 | 1  | 3  | 12 |
| 1998                      | Švédsko                   | OH                        | 4  | 0 | 1  | 1  | 4  |
| 1998                      | Švédsko                   | MS                        | 10 | 2 | 1  | 3  | 8  |
| 2001                      | Švédsko                   | MS                        | 9  | 2 | 3  | 5  | 12 |
| 2002                      | Švédsko                   | OH                        | 4  | 0 | 2  | 2  | 2  |
| 2004                      | Švédsko                   | SP                        | 4  | 1 | 0  | 1  | 0  |
| 2006                      | Švédsko                   | OH                        | 6  | 0 | 2  | 2  | 2  |
| Juniorská kariéra celkově | Juniorská kariéra celkově | Juniorská kariéra celkově | 21 | 1 | 7  | 8  | 38 |
| Seniorská kariéra celkově | Seniorská kariéra celkově | Seniorská kariéra celkově | 48 | 7 | 10 | 17 | 40 |